# Josef Štemberka

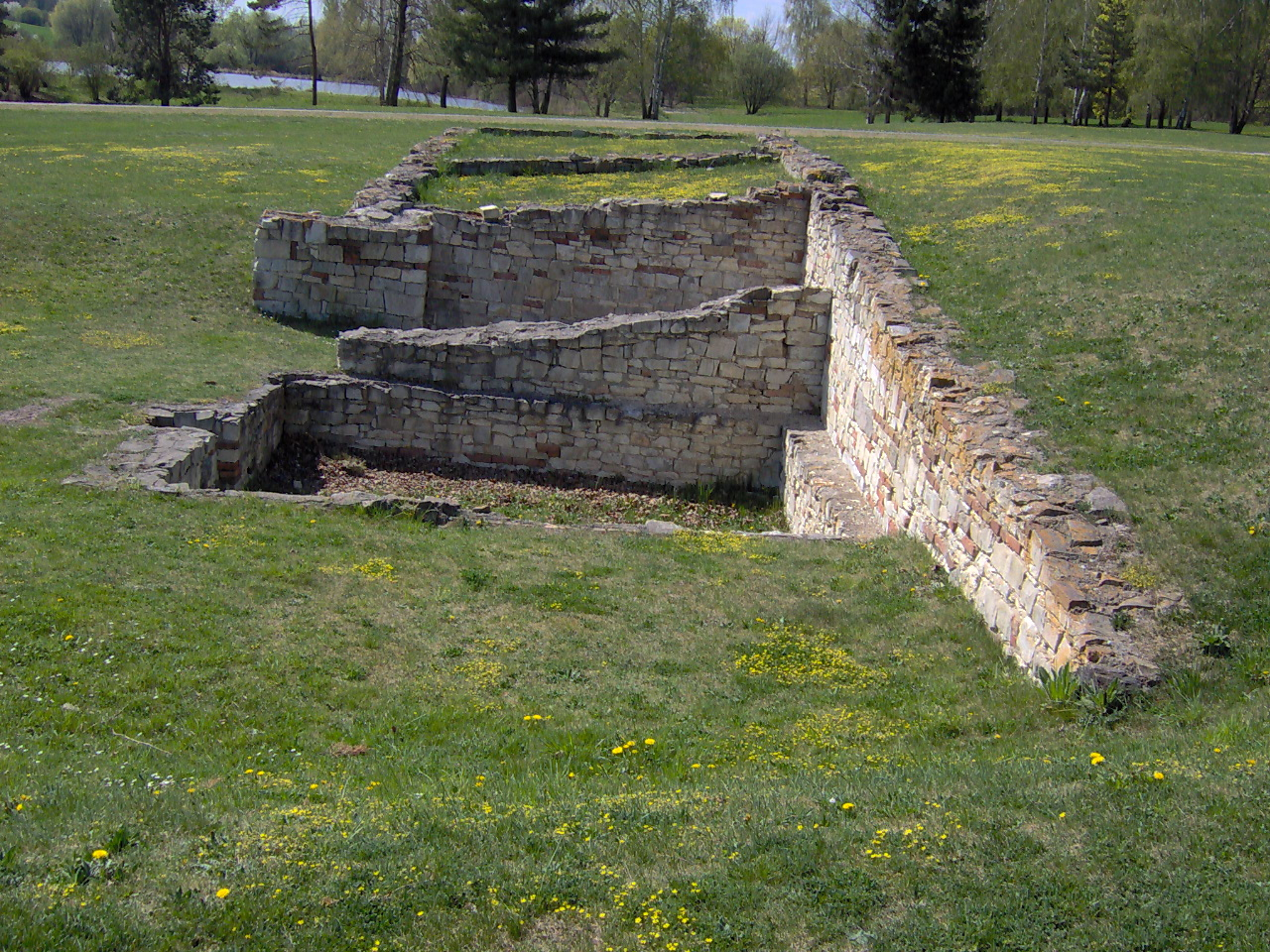
Zdivo Horákova statku – místo popravy lidických mužů

Josef Štemberka (2. února 1869, Pecka – 10. června 1942, Lidice) byl český katolický kněz, arcibiskupský notář, konsistorní arcibiskupský rada, lidický mučedník. Pražské arcibiskupství usiluje o jeho blahořečení.

## Život
Narodil se v městysi Pecka v chalupě č.p. 187 nad potokem Brodkem v rodině domácího tkalce. Měl dalších šest sourozenců. Jeho matka byla sedm let upoutána na lůžko a zemřela, když bylo Josefovi 11 let, pocházel tedy z velmi skromných poměrů. Byl velmi nadaný, stejně jako jeho bratr Jindřich, proto po přímluvě svého učitele odešel studovat gymnázium do Jičína. Bydlel na jezuitské koleji a živil se kondicemi a milodary, z domova nemohl dostávat nic.
Po ukončení semináře roku 1894 se stal knězem. V roce 1909 nastoupil na své poslední působiště do Lidic a tam zůstal 33 let. Do Pecky jezdil navštěvovat své tři sestry Anežku, Poldičku (Leopoldu) a Lojzičku (Aloisii) – zůstaly doma neprovdané (chudá rodina neměla na věno). Do Rychnova nad Kněžnou jezdil za bratrem Jindřichem, advokátem a spisovatelem. Při jedné návštěvě se dohodl se sestrami, že na místě staré chalupy rodičů postaví vilku, kde budou bydlet všichni společně. Sestry se zatím odstěhovaly do přízemí peckovské fary.
Začátkem roku 1942 se stavba chýlila ke konci a proto se chystal na stěhování. Lidice však postihla tragédie, která změnila i životy Štemberkových. Kdyby se stěhování odbylo v předem daném termínu v květnu, tragédie by se ho nedotkla, on však vyhověl žádosti svého nástupce, který nebyl na převzetí služby v Lidicích ještě připraven, a termín odchodu odsunul o několik dní. Z vyprávění jeho farské hospodyně Antonie Škrdlové, která přežila válku v koncentračních táborech a v roce 1945 se vrátila a po krátkém pobytu v Buštěhradu (blízko vyvražděných Lidic) dožila na Pecce, se dozvídáme, jaký byl lidumil. Když začala druhá světová válka, nakoupil velké množství dětského ošacení, protože odhadl, co vše se ve válce bude hodit. Poslední varhaník v lidickém kostele, lékař Quido Jeřábek zase krátce po válce na něj vzpomínal jako na upřímného vlastence. Za války k němu chodili přátelé poslouchat zahraniční rozhlas a diskutovat o válečných událostech. Osudné noci na 10. červen v jedenáct hodin zazvonilo na faře gestapo, které nařídilo, že musí jít s nimi. Nic zlého netuše si oblékl bílý oblek, který měl připraven na odjezd do lázní (měl ho na sobě poprvé, hospodyně ho pak podle něj poznala na fotografiích mrtvých lidických mužů). Zůstal věrně až do konce se svými lidickými spoluobčany, za které prosil o smilování. Byl surově zbit příslušníky SD. Poslední hodiny života strávil ve sklepě Horákova statku, kde se s ostatními muži modlil a žehnal jim. Byl zastřelen jako jeden z posledních, sice mu bylo nabídnuto od gestapa odejít z obce, ale to kněz, žijící 33 let v Lidicích, nepřijal.

## Posmrtné pocty a připomínky
- Dne 10. června 1949 mu byl slavnostně odhalen a vysvěcen pomník u zdi kostela sv. Bartoloměje v Pecce. Dne 9. června 1991 byla na Štemberkově vile – dnešním zdravotním středisku – zavěšena a poté slavnostně odhalena pamětní deska (autor kameník Veverka z Miletína, dárce nejmenovaný).
- Na Pražském hradě byl 28. října 1992 lidickému faráři in memoriam udělen Řád Tomáše Garrigua Masaryka I. třídy.
- Téma lidické tragédie s farářem Štemberkou v hlavní roli literárně zpracoval František Křelina v knize Každý své břímě (Praha, Vyšehrad 1990). V roce 1968 na motivy Křelinova textu vznikla stejnojmenná rozhlasová hra se Zdeňkem Štěpánkem v roli faráře Štemberky.[4]
- Dr. Josef Beneš zařadil do své knihy medailonů českých katolických kněží s názvem Kaine, kde je tvůj bratr (Praha, Česká katolická charita 1971) i jeho portrét.
- V knize Zde stávaly Lidice Vladimíra Konopky (Praha, Naše vojsko 1962) jsou podrobně popsány události v Lidicích, i zde je na několika místech o něm zmínka. V roce 2012 kardinál Dominik Duka připustil, že církev začne posuzovat, zda má být prohlášen za blahoslaveného.[5]
- Dne 28. října 2014 mu český prezident Miloš Zeman udělil medaili Za zásluhy I. stupně.
- Starokatolická církev v České republice si ho připomíná jako mučedníka.[6]
- Pražské arcibiskupství usiluje o jeho blahořečení, kardinál Dominik Duka podniká kroky k oficiálnímu zahájení beatifikačního procesu.[7]